# Слуцька Юлія Віталіївна
Юлія Віталіївна Слуцька (біл. Юлія Вітальеўна Слуцкая; нар. 15 вересня 1964) — білоруська журналістка і медіаменеджерка, засновниця «Press Club Belarus» та Інформаційного бюро солідарності з Білоруссю, політична ув'язнена режиму Лукашенка.

## Біографія
Закінчила факультет філософії та соціальних наук Білоруського державного університету, за освітою соціологиня. Кілька років вона працювала в лабораторії соціології БДУ та в одному з науково-дослідних інститутів.
У журналістиці з 1994 року, коли вона прийшла працювати в «БелКП-Прэс» на посаду соціолога. У 1997 році вона стала головною редакторкою газети «Комсомольська правда в Білорусі», де працювала до 2006 року. За цей час концепція білоруського видання була розроблена з нуля, була створена команда, і тираж за дванадцять років виріс більш ніж у десять разів: з 30 000 до майже 330 000 примірників. Білоруський вміст став займати майже половину кожного номера газети.
Після президентських виборів в Білорусі 2006 року Слуцька подала у відставку з посади головної редакторки «Комсомольської правди в Білорусі». За однією з версій, це було пов'язано з тим, що вибори висвітлювалися виданням вельми активно і детально.
На початку 2007 року Юлія Слуцька отримала пропозицію стати головною редакторкою Європейського радіо для Білорусі. За її словами, команда була дуже неосвіченою, некомпетентною: майже всі тексти доводилося переробляти, а журналістів — навчати. З іншого боку, Слуцькій треба було вчитися і самій, бо радіо мало свою специфіку. З посади головної редакторки «Єврорадіо» Слуцька пішла у лютому 2011 року за власним бажанням.
25 лютого 2010 року була створена громадянська кампанія «Говори правду!», яка висунула Володимира Некляєва кандидатом на президентських виборах 2010 року. Юлія Слуцька продумувала, планувала та здійснювала роботу кампанії зі ЗМІ, також брала участь у консультуванні команди Некляєва щодо ЗМІ. Після події у Білорусі після президентських виборів 2010 року, 19 грудня 2010 року, коли керівництво «Говори правду!» перебувало у СІЗО КДБ, а в редакції Європейського радіо для Білорусі було проведено обшук та вилучено всю техніку, Слуцька була змушена виїхати до Варшави у Польщу.
У січні 2011 року Слуцька створила у Варшаві Інформаційне бюро солідарності з Білоруссю. Метою бюро стало створення інформації, аналітики та PR, допомога білоруській громаді в просуванні своїх думок і рішень на Захід. Була організована команда політиків, які представляли штаби різних кандидатів в президенти, але залишилися на волі. Вони брали участь в поїздках до європейських столиць напередодні сесії Європарламенту по Білорусі 12 січня і засідання Європейської ради 31 січня 2011 року. Політики і громадські діячі завітали до Польщі, Литви, Чехії, Німеччини, Данії, Нідерландів і Швеції. Були проведені зустрічі на високому рівні, прес-конференції, показаний фільм про Площу 2010 та організовано фотовиставку.
Працюючи керівником Інформаційного бюро солідарності, Слуцька познайомилася з досвідом прес-клубів – майданчиків, які об'єднують журналістів, що надають їм освітні та нетворкінговие можливості. З цією ідеєю вона повернулася до Мінська. Наприкінці 2015 року почав працювати «Press Club Belarus». Там читали лекції та тренінги відомі журналісти, аналітики та дослідники медіа. «Press Club Belarus» розпочав проекти MediaIQ, щоб зафіксувати відповідність білоруських ЗМІ журналістським стандартам, а також LaunchME як прискорювач для технологічних стартапів у медіаіндустрії. У 2020 році почала працювати академія пресклубу — неформальна освітня платформа, де журналісти і медіаменеджери могли отримати нові знання і компетенції.

## Політичне переслідування
22 грудня 2020 року Слуцька поверталася в Білорусь з-за кордону разом з дочкою і внуками. Її затримали в Національному аеропорту Мінськ і доставили на допит в Управління фінансових розслідувань Комітету державного контролю Республіки Білорусь. Після допиту Слуцьку помістили в СІЗО-1 в Мінську.
31 грудня їй було пред'явлено звинувачення в ухиленні від сплати податків в особливо великому розмірі (ч. 2 ст. 243 Кримінального кодексу Білорусі). Разом з нею були затримані Петро Слуцький, Алла Шарко та Сергій Ольшевський, а також Ксенія Луцькіна, колишня журналістка Белтелерадіокомпанії. Їх звинуватили у співучасті у злочині. За словами слідчого, справа про ухилення від сплати податків стосувалася громадського телебачення, який нібито хотіли створити колишні журналісти державних ЗМІ. Слуцька була впевнена, що причиною арешту та кримінальної справи стала її професійна діяльність. Вона не визнавала себе винною, а, за станом на 22 січня 2021 року, слідчі дії проводилися тільки один раз. Також не було представлено документів, відповідно до яких Слуцька мала сплатить податки.
6 січня 2021 року родичі заарештованих співробітників «Press Club Belarus» перерахували 109769 BYN на рахунок Слідчого комітету. За версією слідства, прес-клуб саме стільки податків не сплатив до державного бюджету.
13 січня 2021 року спільною заявою одинадцяти організацій (Правозахисний центр «Вясна», Білоруська асоціація журналістів, Білоруський ПЕН-центр та ін.) Слуцька разом з іншими затриманими у справі прес-клубу була визнана політичною ув'язненою. 4 лютого 2021 року депутат Національної ради Федеральних зборів Швейцарії Мартина Мунц взяла шефство над Слуцькою.
19 серпня 2021 року Слуцька і співробітники прес-клубу були звільнені до суду через помилування. Для цього їм довелося визнати провину, заплатити 200000 BYN і підписати прохання на ім'я Олександра Лукашенка. Половину суми сплатили її рідні, продавши нерухомість, друга частина була виплачена з рахунку «Press Club Belarus».

## Оцінки
Журналіст і медіаменеджер Дмитро Малишевський:
Ми не переробляли російську «Комсомольську правду» під себе. У московському офісі завжди вважали, що білоруська команда – одна з найкрутіших, яка, по-перше, була прибутковою, а по-друге, виробляла дуже якісний продукт. У Москві дивувалися, чому білоруська команда не переїжджає в Москву або Санкт-Петербург. Але у нас була своя політика... Ми завжди стояли на білоруській стороні. Не просто не дозволяли диктувати собі проросійську позицію – Юлія робила так, щоб цих розмов навіть не було. У цьому сенсі ми були максимально незалежними.

Журналістка Надія Бєлохвостик:
Репутація Юлії в журналістському співтоваристві бездоганна. І вона неймовірна в комунікації. Багато в чому успіх її проектів обумовлений її харизмою. Я ніколи не бачила, щоб вона кричала. Завжди бувають складні моменти, але Юлія не вирішує їх за допомогою гніву чи агресії. Ми знайомі понад 20 років. І всі ці роки я бачу, що це людина, яка може перероджуватися і починати все з нуля... У неї просто неймовірна кількість енергії.

## Нагороди
7 вересня 2021 року Слуцьку було нагороджено премією Міжнародного інституту преси «Герої свободи всесвітньої преси».